# Equipo del mar de Ross

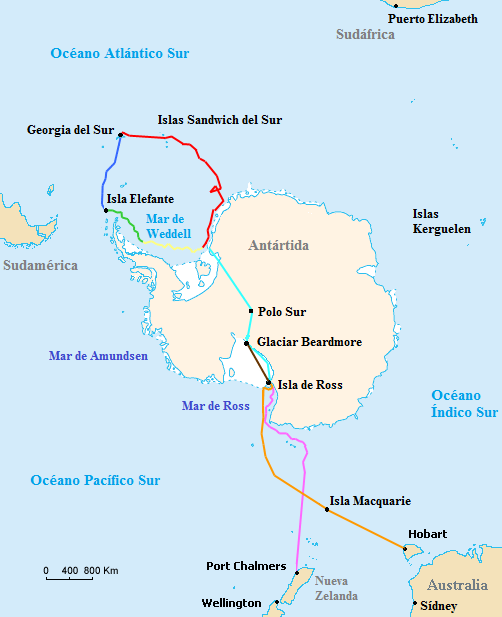
Mapa de las vías marítimas del Endurance el James Caird y el Aurora, la ruta de suministro terrestre del equipo del mar de Ross y la vía terrestre planeada por el equipo del mar de Weddell, encabezada por Ernest Shackleton en su Expedición Imperial Transantártica de 1914-1915:
Viaje del Endurance
Deriva del Endurance en el hielo
Deriva de los acampados sobre la banquisa después del hundimiento del Endurance
Viaje del James Caird
Ruta transantártica prevista
Viaje del Aurora a la Antártida
Retirada del Aurora
Ruta de suministro

El equipo del mar de Ross formaba parte de la Expedición Imperial Transantártica organizada y comandada por Sir Ernest Shackleton de 1914 a 1917. El plan de Shackleton consistía en desembarcar del Endurance un grupo de expedicionarios en la costa del mar de Weddell en la Antártida y viajar a través del continente, pasando por el Polo Sur, hasta el estrecho de McMurdo y la isla de Ross. Ya que sería incapaz de llevar suficiente combustible y suministros para todo el trayecto, una segunda expedición, para la que fue comprado el barco SY Aurora, transportaría a su grupo de apoyo, el llamado equipo del mar de Ross, hasta el estrecho de McMurdo. Su misión era la de establecer una serie de depósitos de suministros a través de la Barrera de hielo de Ross y por la ruta polar establecida a lo largo del glaciar Beardmore. La supervivencia del grupo de Shackleton dependería de que se estableciesen esos depósitos. El Aurora iba a invernar en el estrecho con el fin de recoger al equipo de Shackleton al término de su marcha.
El retraso en llegar a la Antártida, las diversas desgracias que padecieron, incluida la pérdida de su barco, el Aurora, cuando se soltó de sus amarras durante una tormenta en el mar de Ross, la pérdida de sus suministros con el barco, las disputas internas del grupo sobreviviente, las extremas y terribles condiciones climatológicas, su penoso estado físico, las enfermedades y las muertes, no les impidió que pudieron cumplir su misión al completo, instalando los depósitos de suministros para el grupo de Shackleton. Este éxito, al final, no sirvió para nada, porque el grupo principal de la expedición, comandado por Shackleton, no pudo desembarcar al quedar su barco, el Endurance, atrapado por los hielos en el mar de Weddell, lo que posteriormente le provocó el hundimiento. Tras ese hecho, el grupo de Shackleton protagonizó una épica aventura de penurias y supervivencia, pero el viaje transantártico no se realizó. En comparación con la relevancia pública que tuvo el heroico fracaso de Shackleton, lo que ocurrió al otro lado del continente con el equipo del mar de Ross, en la práctica ha sido pasado por alto, llegando a ser etiquetados sus miembros como "Los hombres olvidados de Shackleton". No obstante, sus vicisitudes conforman por derecho propio una grandiosa historia, sin reconocimiento, glorias ni honores, de entereza humana, de valor extremo, de resistencia física y de supervivencia. Dick Richards, el último superviviente del equipo, nunca manifestó que sintiese aquello como una lucha inútil. Por el contrario, a su juicio, fue obra de unos hombres con temple y valor, y aunque el objetivo final no se alcanzase, aquello no se hizo para nada.

## Miembros del equipo

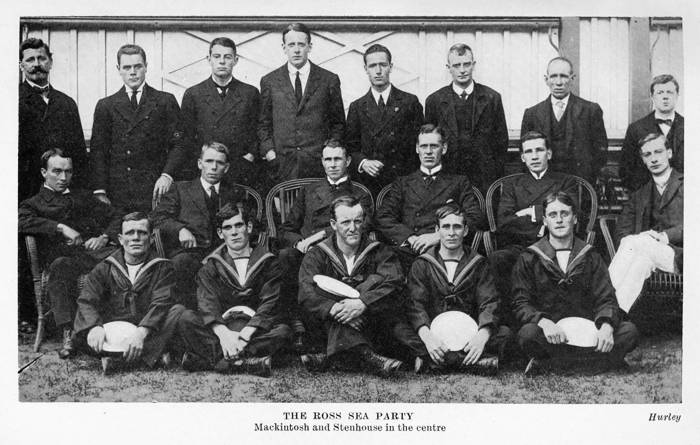
Miembros del equipo del mar de Ross. Fila trasera desde la izquierda: Joyce, Hayward, Cope, Spencer-Smith. Fila central: Mackintosh 3º desde la izquierda, Stenhouse 4º desde la izquierda.

Shackleton designó a Aeneas Mackintosh como jefe del equipo del mar de Ross, después de haber intentado persuadir a la Almirantazgo que le proporcionase una tripulación naval. Mackintosh, como Shackleton, fue un exoficial de la Peninsular and Oriental Steam Navigation Company, naviera más conocida como P&O. Había estado en la Expedición Nimrod hasta que su participación se truncó por un accidente que le provocó la pérdida del ojo derecho. Otro veterano de la expedición Nimrod, Ernest Joyce, cuyas experiencias antárticas comenzaron con la Expedición Discovery del Capitán Scott, fue designado para hacerse cargo de los trineos y los perros. Joyce fue un controvertido personaje, descrito por Huntford como "una extraña mezcla de impostura, ostentación extravagante y talento", pero había impresionado a Shackleton por su trabajo instalando depósitos de suministros. Ernest Wild, que había servido en la Marina Real durante 20 años, fue reclutado por consejo de su hermano, el célebre Frank Wild, que viajaba en el Endurance como segundo en el mando de Shackleton.
Algunos de los nombramientos fueron fruto de las prisas y la improvisación, lo que refleja el poco tiempo del que dispuso Shackleton para organizar la expedición. Joseph Stenhouse, un capacitado y joven oficial de la British-India Steam Navigation Company, fue nombrado en el último minuto como primer oficial del Aurora. Una rareza en el equipo fue el reverendo Arnold Spencer-Smith, pastor de la Iglesia Episcopal de Escocia y antiguo maestro, que se incorporó como sustituto de uno de los miembros originales de la expedición que había sido llamado a filas con motivo de la Primera Guerra Mundial. Victor Hayward, un empleado de finanzas de Londres al que le gustaba la aventura, se incorporó como ayudante general a pesar de su inexperiencia, aparentemente sobre la base de que estaba preparado para "ninguna cosa"
Aunque el equipo del mar de Ross tenía asignada una tarea específica, la de ser un grupo de apoyo encargado de la instalación de depósitos de suministros en el trayecto, siguiendo la tradición de las exploraciones polares, se incluyó un equipo científico para continuar en la zona con las investigaciones en meteorología, biología y magnetismo. El jefe científico fue Alexander Stevens, un austero geólogo escocés y antiguo estudiante de teología. John Cope, un graduado de Cambridge de 21 años era el biólogo del equipo, posteriormente estudiaría medicina convirtiéndose en cirujano naval. Otros dos científicos fueron seleccionados en Australia, el físico Dick Richards (que firmó por un salario semanal de 1£), y el industrial químico Keith Jack.

## Retrasos en Australia
Cuando Mackintosh y el núcleo del equipo llegaron a Sídney, Australia, a finales de octubre de 1914 para preparar la expedición, se enfrentaron a un conjunto de circunstancias caóticas e inesperadas legadas por Shackleton. El Aurora no estaba en condiciones de navegar, necesitaba reparaciones mucho más en profundidad de lo que se había previsto. Shackleton, aparentemente, había entendido mal las condiciones en las que había adquirido la nave, viendo la situación, Mackintosh consideró que era necesario reequipar casi completamente el barco. Para agravar aún más el problema, Shackleton había reducido los fondos disponibles por Mackintosh de 2.000 a 1.000£, esperando de él que supliese la diferencia solicitando que le regalasen parte de los suministros e hipotecando el barco.
Un grupo de simpatizantes australianos, consternados por la difícil situación en la que Shackleton había dejado este elemento clave de su programa, recolectaron fondos suficientes para mantener viva la expedición. Sin embargo, varios miembros del grupo de Mackintosh dimitieron alegando que habían perdido la confianza en la empresa. Algunos de los reemplazos de última hora fueron hechos sin muchos miramientos, por ejemplo, se contrató como operador de radio a Lionel Hooke, un aprendiz de electricista de 18 años. También se incorporó al equipo como asistente general, Irvine Gaze, un deportista, aventurero y futuro piloto de caza que era primo de Spencer-Smith.
A pesar de todas estas dificultades, el acondicionamiento del barco progresó lo suficientemente bien como para que el Aurora zarpase de Sídney el 15 de diciembre de 1914 con destino a Hobart, donde llegó el 20 de diciembre, allí cargaron los últimos pertrechos y el combustible antes de partir hacia el sur. El 24 de diciembre, tres semanas más tarde de lo previsto en el plan inicial, el Aurora zarpó hacia la Antártida, llegando a la Isla de Ross el 16 de enero de 1915, estableciendo su base en el Cabo Evans, el mismo lugar en que lo hizo el capitán Scott.

## Primera temporada, 1914-1915

### Colocación de depósitos, enero-marzo de 1915
Creyendo que Shackleton haría la travesía durante la primera temporada, Mackintosh decidió que los depósitos tenían que colocarse sin demora en Minna Bluff, un punto destacado de la barrera de hielo situado en 78°30′S 169°00′E / -78.500, 169.000, y otro a los 80°S. Estos depósitos serían, en su opinión, el mínimo que permitiría a Shackleton sobrevivir. El retraso en la llegada del Aurora a la Antártida había dado poco tiempo para la aclimatación de los perros y para la de los desentrenados miembros del equipo, lo que dio lugar a diferencias de opinión acerca de cómo proceder. Ernest Joyce, con mucho el más experimentado viajero antártico que había en el grupo, estaba a favor de un enfoque más cauteloso y quería retrasar el inicio de los trabajos por lo menos una semana. Joyce alegó que Shackleton le había dado poder de decisión independiente sobre las actividades de los trineos. Su punto de vista fue rechazado por Mackintosh y, posteriormente, se demostró que carecía de fundamento. No obstante, el tema siguió siendo motivo de queja por parte de Joyce, afectando todo ello a la unidad del equipo.
Al haber prevalecido el punto de vista de Mackintosh, el 24 de enero de 1915 inició su viaje a la barrera el primero de los tres grupos, los otros dos partieron al día siguiente. No tardaron en aparecer nuevas disensiones entre Joyce y Mackintosh, esta vez sobre cuán lejos hacia el sur debían seguir los perros. Joyce quería que no fuesen más allá de Bluff, Mackintosh, en cambio, dada la urgencia, dijo que los perros debían continuar hasta los 80°S. Otro revés fue el completo fracaso de los intentos de transportar los suministros con el tractor a motor. Aunque al final y en cierto modo se establecieron los depósitos en el Bluff y en los 80°S, la operación fue una gran fracaso. No todos los suministros pudieron llevarse hasta los lugares donde se establecieron los depósitos, y, además del fallo del tractor, los diez perros que se llevaron al viaje perecieron durante el regreso. En el momento en que todos los grupos se reunieron en el Hut Point, el 25 de marzo, los hombres también estaban exhaustos y con síntomas de congelación, lo que supuso una importante pérdida de confianza en Mackintosh. El estado de los hielos marinos en el estrecho hizo el viaje de regreso a Cabo Evans imposible, por lo que el equipo quedó temporalmente inmovilizado, viéndose obligados a sobrevivir en unas condiciones penosas, alimentándose de carne de foca y utilizando su grasa como combustible. Su aislamiento terminó el 1 de junio. 
Más tarde se supo que Shackleton había admitido, en una carta enviada desde Georgia del Sur el 5 de diciembre de 1914, a Ernest Perris del diario Daily Chronicle, que no había "ninguna posibilidad de cruce esa temporada". Mackintosh pudo haber sido informado de ello, pero "el cable nunca fue enviado". La primera temporada de colocación de depósitos, y las penurias que habían pasado en el viaje, habían sido, por lo tanto, innecesarias.

### Pérdida delAurora

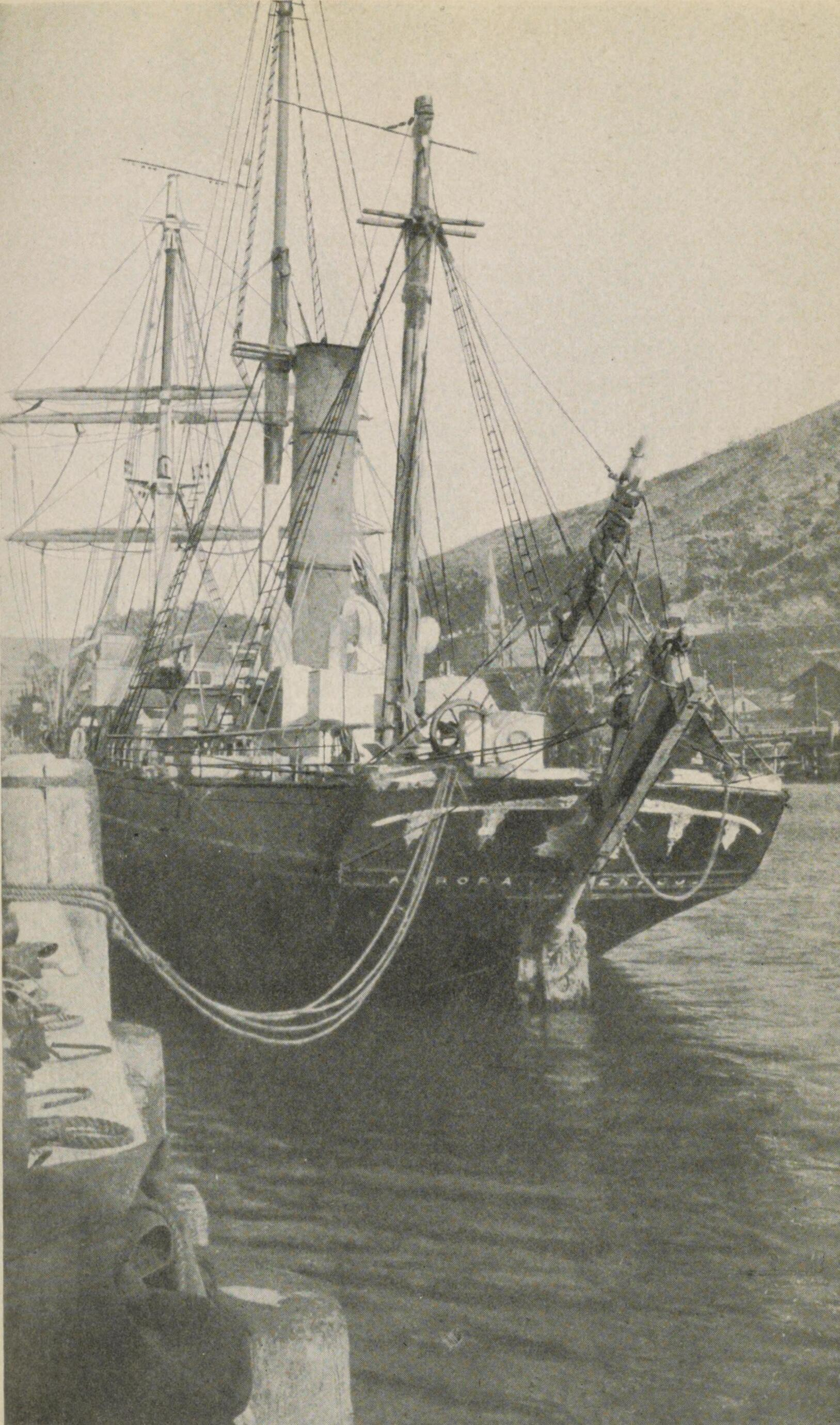
El Aurora, fotografiado en Nueva Zelanda después de su viaje a la deriva.

Cuando Mackintosh partió el 25 de enero para dirigir los equipos que iban a colocar los depósitos de suministros, dejó el Aurora bajo el mando del primer oficial Joseph Stenhouse, La tarea prioritaria de Stenhouse era encontrar un anclaje para invernar y de conformidad con las instrucciones de Shackleton no ancló al sur de la barrera del glaciar Tongue, una lengua de hielo que se proyecta en el mar a mitad de camino entre Cabo Evans y Hut Point. La búsqueda del lugar de anclaje apropiado resultó un proceso largo y peligroso. Stenhouse maniobró por el estrecho durante varias semanas antes de decidir finalmente invernar en las proximidades del campamento base de Cabo Evans. Después de una última visita a Hut Point el 11 de marzo, en la que recogió a cuatro miembros de los grupos que estaban colocando los depósitos y que habían regresado antes de tiempo, llevó el barco hasta el Cabo Evans y lo ancló al hielo inmediatamente con las guindalezas, quedando al poco rodeado por el hielo.
En la noche del 7 de mayo estalló una fuerte tormenta, los amarres del Aurora quedaron destrozados, siendo el barco arrastrado al mar unido a un gran témpano de hielo. Los intentos de ponerse en contacto por radio con los grupos en tierra fracasaron. Fuertemente aprisonado por el hielo y con sus motores fuera de servicio, el Aurora comenzó una larga deriva hacia el norte, alejándose de Cabo Evans y del estrecho de McMurdo a través del mar de Ross y luego por el Océano Antártico. Por último, el 12 de febrero de 1916, se liberó del hielo, llegando a Nueva Zelanda el 2 de abril.

### Improvisación
La pérdida del buque fue un golpe devastador para los miembros de la expedición. Afortunadamente, el trineo de raciones destinadas a los depósitos de Shackleton había sido desembarcado. Sin embargo, dado que Mackintosh había planeado utilizar el Aurora como alojamiento principal del grupo, había dejado a bordo la mayor parte de la indumentaria personal, alimentos, equipo y combustible, quedando los diez hombres varados en tierra "sólo con lo puesto". Sin conocer cuál había sido la suerte del barco, ni cuando, o siquiera si podría volver, quedó claro que dependían de sus recursos e iniciativa para sobrevivir y que sus reacciones ante la actual crisis dependían no solo del conocimiento de su propio destino sino también del conocimiento de cuál sería la reacción de Shackleton, que al conocer su suerte no dudaría en ir a rescatarles.
Parece ser que Mackintosh, en esta situación crítica, mostró unas cualidades de liderazgo que impresionaron a sus hombres, incluso a Joyce, que generalmente siempre estaba enfrentado a él. Les explicó su situación sin rodeos: "Tenemos que afrontar la posibilidad de que tal vez tengamos que permanecer aquí, sin ayuda, por dos años. No podemos esperar que antes de esa fecha nos rescaten, por lo tanto debemos conservar y economizar lo que tenemos, y tenemos que buscar y recoger todo lo que pueda suplir lo que nos falta". En primer lugar recurrieron a los alimentos, los suministros y materiales dejados por Scott y Shackleton en expediciones anteriores. Estos suministros les proveyeron de una buena cantidad de material que les permitió confeccionar prendas de vestir, calzado y equipo, todo ello improvisado, mientras que el grupo utilizaba la carne de foca y su grasa como fuente adicional de alimentos y combustible. La "Famosa sastrería de Joyce" elaboró ropa con una gran lona de tienda de campaña abandonada por la expedición de Scott. Ernest Wild llegó incluso a elaborar tabaco de la marca "Hut Point Mixture" con serrín, té, café y algunas hierbas secas. En la entrada de su diario correspondiente al último día de agosto, Mackintosh resume la labor que se ha realizado durante el invierno, y concluía: "Mañana comenzamos en Hut Point", refiriéndose a la reanudación de su misión de abastecer los depósitos para el equipo de Shackleton que cruzaría el continente.

## Segunda temporada, 1915-1916

### Colocando depósitos, septiembre de 1915 - marzo de 1916
La segunda temporada de trabajo se planificó en tres etapas. En primer lugar, llevarían todos los suministros del refugio de cabo Evans a Hut Point, y a continuación los transportarían desde Hut Point a un depósito base en Minna Bluff, para finalmente, en un viaje al sur, volver a abastecer el depósito de los 80° y establecer otros nuevos en los 81°, 82°, 83° y al pie del Glaciar Beardmore en las coordenadas 83°45′S 171°00′E / -83.750, 171.000.

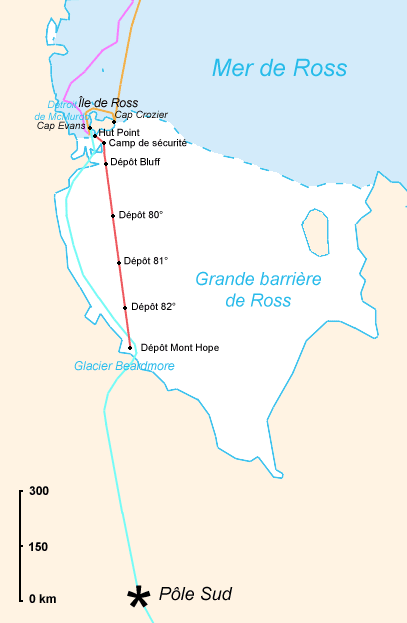
Mapa con la ubicación de los depósitos instalados por el equipo del mar de Ross.

Nueve hombres, en equipos de tres, realizarían el trabajo, arrastrando cada uno un trineo. En la primera etapa debían arrastrar el trineo por el mar de hielo hasta Hut Point, tarea que se inició el 1 de septiembre de 1915 y se completó sin problemas antes de que finalizase el mes. La segunda etapa, de transporte de ida y vuelta entre Hut Point y el Bluff, resultó más problemática, con condiciones meteorológicas desfavorables, una difícil barrera que superar y más disensiones entre Mackintosh y Joyce sobre los procedimientos a seguir. Esta vez, Mackintosh era favorable a que los hombres arrastrasen los trineos, mientras que Joyce quería utilizar los cuatro perros que estaban en condiciones de hacerlo. Mackintosh, cuya autoridad estaba empezando a desmoronarse, permitió a Joyce proceder a su manera, mientras que él, Wild y Spencer-Smith siguieron arrastrando un trineo. El sistema de Joyce resultó más eficaz en cuanto al volumen de las cargas transportadas y para mantener a los hombres en buena forma. El depósito base de Minna Bluff se completó el 28 de diciembre pero para entonces algunos de los hombres, en particular Spencer-Smith y el mismo Mackintosh, estaban visiblemente debilitados por el esfuerzo de arrastrar los pesados trineos y la mala alimentación. 
Poco después de iniciada la marcha hacia el glaciar de Beardmore, se estropeó un hornillo Primus, indispensable para calentar un poco la tienda y preparar la comida, lo que obligó a regresar a cabo Evans a tres hombres, Cope, Jack y Gaze. Los seis restantes, Mackintosh, Wild, Spencer-Smith, Joyce, Hayward y Richards, continuaron arrastrando cargas hacia el sur, con Spencer-Smith debilitándose a ojos vistas y Mackintosh mostrando signos de escorbuto. Continuaron con su cometido de establecer los depósitos, tomando las cantidades mínimas e imprescindibles de los alimentos que transportaban, salvo para los perros, a los que, por indicación de Joyce, mantenían bien alimentados.
A medida que se acercaban a los pies del Beardmore, el lugar en que debían establecer su último depósito, Spencer-Smith se derrumbó, sin fuerzas para continuar marchando. Los otros le dejaron en una pequeña tienda de campaña y continuaron el viaje para recorrer los pocos kilómetros que faltaban para establecer ese último depósito, cosa que hicieron el 26 de enero de 1916. Ernest Wild dejó allí una carta para su hermano Frank, al que creía viajando a través del mar de Weddell con Shackleton. Regresaron a la tienda el 29 de enero y recogieron a Spencer-Smith que no se había repuesto de su fatiga, por lo que lo cargaron en el trineo. Mackintosh, poco después fue incapaz de tirar, debiendo subir al trineo junto a Spencer-Smith, pasando la dirección del grupo a Joyce.

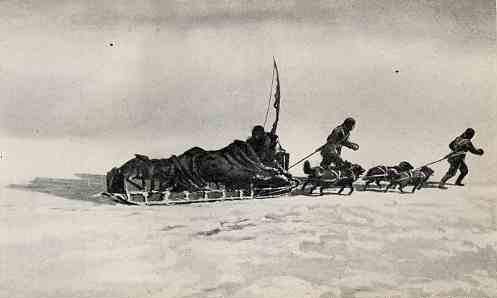
Mackintosh y Spencer-Smith siendo arrastrados en el trineo por Joyce y Wild. Cuadro pintado probablemente por George Marshall.

Todos los hombres estaban afectados por el escorbuto y la ceguera de la nieve, pero el viaje de regreso progresó bien, hasta que el 12 de febrero, encontrándose a 16 km del depósito de Bluff, una ventisca les obligó a detenerse. Permanecieron en la tienda durante 10 días, agotando sus suministros. En la desesperación, Joyce, Richards y Hayward se pusieron en marcha con el trineo en medio de la tormenta de nieve para traer provisiones, dejando a los demás en la tienda al cuidado de Wild. Después de pasar inmensos apuros, regresaron con los alimentos y el combustible para socorrer y mantener a sus camaradas. Tuvieron que emplear toda una semana para realizar este viaje de ida y vuelta de unos 32 km. Reanudaron la marcha, pero el escorbuto, que padecía todo el grupo, hizo que Hayward se derrumbase casi recién reiniciado el viaje. Los tres hombres todavía en pie estaban en ese momento demasiado débiles para poder transportar a los tres inválidos, por ese motivo, el 8 de marzo, Mackintosh se ofreció a quedarse solo en una tienda para que los otros pudiesen llevar a Spencer-Smith y Hayward hasta Hut Point. Un día después, Spencer-Smith murió, consumido por el agotamiento y el escorbuto, siendo enterrado en el hielo. Joyce y Wild llegaron a Hut Point con Hayward el 11 de marzo y volvieron de inmediato para recoger a Mackintosh. Para el 16 de marzo todo el equipo había llegado al refugio de Hut Point.

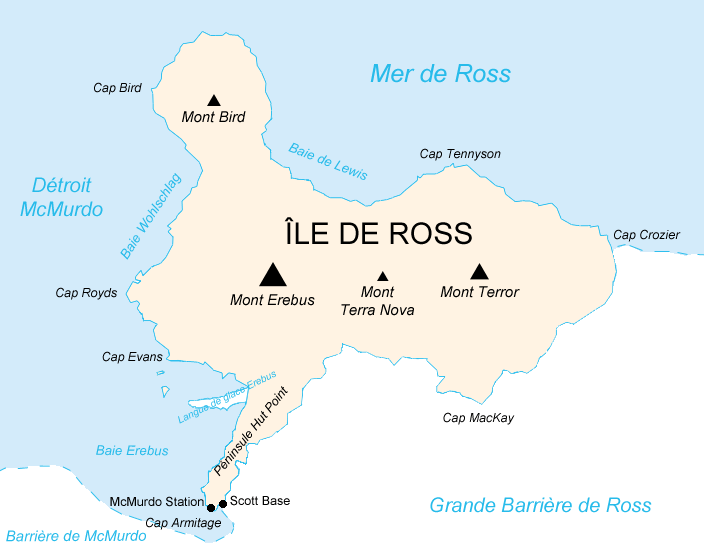
Mapa de la zona del estrecho de McMurdo, con la isla de Ross, el cabo Evans, la lengua del glaciar Tongue y Hut Point.

Desde el inicio del acarreo de cargas desde cabo Evans, el 1 de septiembre de 1915, hasta el regreso final a Hut Point del grupo completamente exhausto, habían transcurrido 198 días, lo que hacía su viaje, con diferencia, el más largo realizado hasta ese momento en términos de tiempo transcurrido.

### Muerte de Mackintosh y Hayward
Los cinco supervivientes recuperaron lentamente sus fuerzas con una dieta de carne de foca. El hielo era demasiado delgado como para arriesgarse a realizar el viaje a la base refugio de cabo Evans, permaneciendo allí con la monotonía de su dieta y su entorno helado. El 8 de mayo, Mackintosh anunció que él y Hayward se arriesgarían por el hielo para llegar a pie hasta cabo Evans. A pesar de las muchas objeciones en contra de sus compañeros, partieron, desapareciendo al cabo de menos de una hora en una tormenta de nieve. Sus compañeros salieron a buscarles después de la tormenta pero solo encontraron indicios de su marcha hasta una zona de hielo quebrado. A Mackintosh y Hayward nunca se les volvió a ver. O bien habían caído al agua a través de la delgada capa de hielo o habían sido arrastrados a la deriva en un témpano. Richards, Joyce y Wild esperaron hasta el 15 de julio para hacer el viaje a Cabo Evans, donde se reunieron por fin con Stevens, Cope, Jack y Gaze.

### Rescate

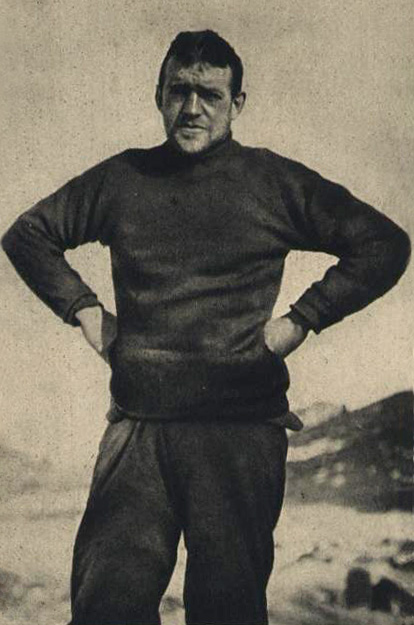
Ernest Shackleton

El 31 de mayo de 1916, Shackleton informó al mundo de su paradero tras dos años de silencio, lo hizo por medio de un telegrama a su sede de Londres desde las Islas Malvinas. Después de resumir la historia de sus aventuras tras el hundimiento del Endurance, esbozó sus planes para el rescate de los hombres varados en la Isla Elefante. Pero debido al invierno austral esto podría no ser realizable, y realmente no fue posible hacerlo hasta el 30 de agosto. Rescatados por fin los hombres de la isla Elefante pudo dedicarse al rescate del equipo del mar de Ross.
Su expedición había agotado todos los fondos económicos en ese momento. También se tuvo que enfrentar al oprobio y a la desconfianza generada por los incidentes ocurridos antes de la partida del Aurora en 1914. Los gobiernos de Australia, Nueva Zelanda y Gran Bretaña, de común acuerdo, decidieron financiar la reparación del Aurora para una expedición de socorro, pero insistieron en que no la dirigiría Shackleton, dando la dirección a John King Davis que en 1914 había rechazado ser capitán del Endurance y era un veterano de la expedición australiana a la Antártida de Douglas Mawson. A Shackleton se le permitió viajar como supernumerario. El 10 de enero de 1917, cuando el buque llegó a cabo Evans, los supervivientes se sorprendieron al ver acercarse a Shackleton. En ese instante comprendieron por primera vez la inutilidad de sus esfuerzos. Tras una semana dedicada en vano a buscar los cuerpos de Mackintosh y Hayward, el Aurora se dirigió hacia el norte, a Nueva Zelanda, con los siete sobrevivientes que quedaban del equipo de costa original.

## Epílogo

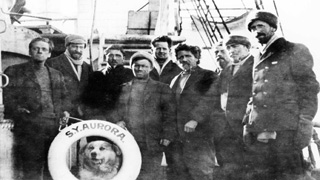
Fotografía sin fecha de los miembros del equipo del mar de Ross, hecha a bordo del Aurora. A la vista de la largura del pelo de Joyce (cuarto por la izquierda), fue tomada probablemente después del rescate.

Los refugios de la expedición Discovery y de la expedición Terra Nova aún existen, estando protegidos por el Antarctic Heritage Trust y por el gobierno de Nueva Zelanda. El deterioro de las cabañas es preocupante y algunos proyectos de conservación han dado lugar a controversias. Hay una inscripción que todavía se puede leer, hecha por Richards en la pared de la cabaña de cabo Evans, cerca de su litera, con los nombres de los fallecidos. De los cuatro perros que sobrevivieron a la caminata, el que era llamado Con fue muerto por los otros perros en una pelea antes de que les rescatasen. Los demás, Oscar, Gunner y Towser, regresaron en el Aurora a Nueva Zelanda y fueron cuidados en el zoo de Wellington, donde aun vivió Oscar, al parecer, hasta la edad de 25 años.
El Aurora sobrevivió menos de un año tras su regreso definitivo del mar de Ross. Shackleton lo vendió por 10 000£, y sus compradores lo dedicaron al transporte de carbón entre Australia y América del Sur. El barco desapareció en el Océano Pacífico, en torno al 2 de enero de 1918, bien naufragado en una tormenta o hundido por un barco enemigo. Del equipo del mar de Ross solo iba a bordo James Paton que había sido contramaestre en la expedición.
Ernest Wild fue también víctima de la Primera Guerra Mundial, muriendo de fiebre tifoidea en Malta el 10 de marzo de 1918, mientras prestaba servicios con la Royal Navy en el Mediterráneo. 
El 4 de julio de 1923, el rey Jorge V del Reino Unido impuso a Joyce y a Richards la Medalla Albert en premio por su valentía y por los esfuerzos para salvar las vidas de sus compañeros durante la segunda temporada de colocación de depósitos. Wild y Víctor Hayward recibieron la misma condecoración a título póstumo.
Muchos de los sobrevivientes gozaron de una larga y exitosa carrera. El joven operador de radio, Lionel Hooke, entró a trabajar en la Amalgamated Wireless Australasia Ltd y es responsable de muchas innovaciones tecnológicas. Se convirtió en el director gerente de la empresa en 1945 y su presidente en 1962, habiendo sido nombrado caballero por sus servicios a la industria en 1957.

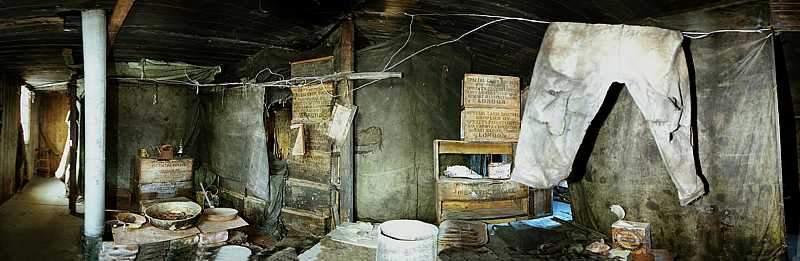
Interior del refugio de la expedición Discovery.